# Karolina Chlewińska
Karolina Chlewińska (Danzica, 8 novembre 1983) è una schermitrice polacca, specialista nel fioretto.

## Palmarès
In carriera ha conseguito i seguenti risultati:
- Mondiali di scherma

Parigi 2010: argento nel fioretto a squadre.
- Europei di scherma

Smirne 2006: bronzo nel fioretto a squadre.